# Iniciador eléctrico

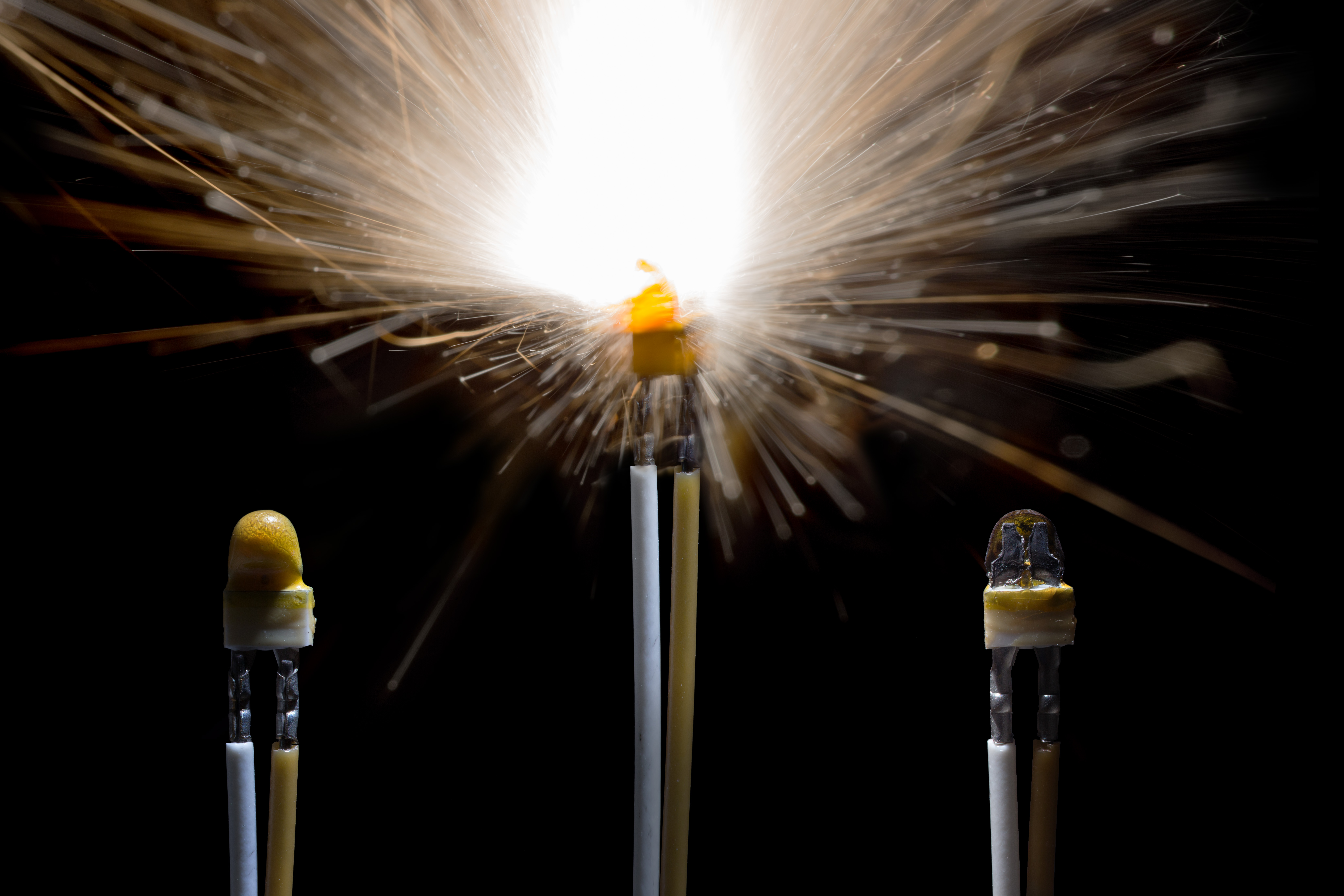
Un iniciador eléctrico antes, durante y después de su encendido.

Un iniciador eléctrico o cerilla eléctrica es un dispositivo que utiliza una corriente eléctrica aplicada para encender un compuesto combustible.
Los iniciadores eléctricos utilizan un elemento calefactor para encender un pirógeno, el cual es una cantidad de un iniciador pirotécnico. 
Los iniciadores eléctricos se pueden utilizar en todos aquellos casos en que se requiere aplicar una fuente de calor en un instante determinado, para iniciar un propelente o explosivo. Ejemplo de ello son airbags, pirotecnia, y explosivos militares o comerciales.

## Diseño

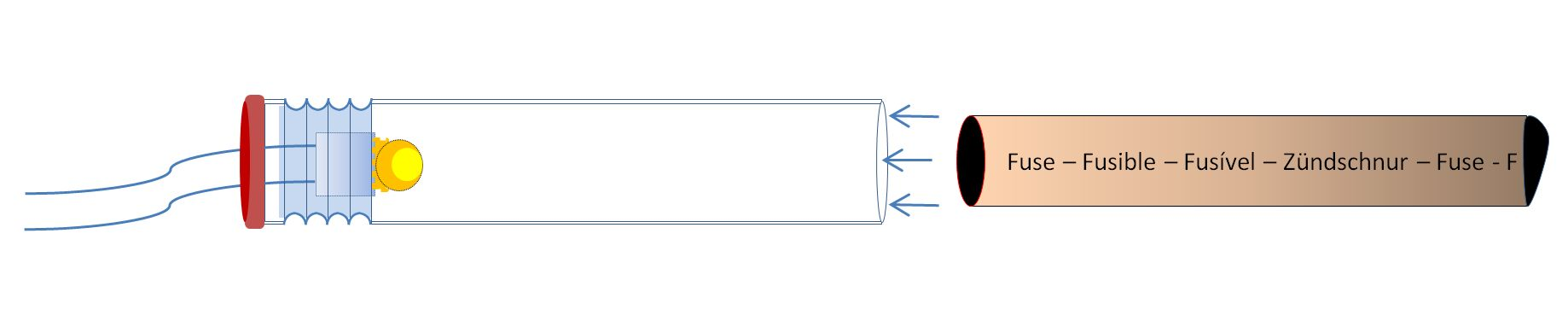
Esquema de un iniciador eléctrico conectado a una espoleta o mecha.

Los iniciadores eléctricos se componen de dos partes, un elemento calefactor y un pirógeno. El elemento calefactor, por lo general es una espira de alambre delgado, el cual se encuentra inserto en el pirógeno. Si el pirógeno es suficientemente buen conductor eléctrico, el mismo puede funcionar también como elemento calefactor. Los iniciadores eléctricos posee un punto para conectar la fuente de corriente eléctrica, y pueden estar provistos de una cubierta protectora.
Para accionar un iniciador eléctrico, se requiere de una fuente de electricidad apropiada con un voltaje y corriente para proveer una corriente al iniciador. Cuando una  corriente eléctrica suficientemente elevada pasa a través del elemento calefactor el  calentamiento resistivo hace que la temperatura del elemento se eleve por sobre la temperatura de ignición del pirógeno, y el pirógeno comienza a consumirse.
Los fabricantes de iniciadores eléctricos suelen caracterizar un iniciador eléctrico mediante 3 parámetros claves: la resistencia (alrededor de 2 Ohm), la corriente de disparo recomendada (a menudo 1 A), y la máxima corriente a la cual no se dispara. El botón de  "prueba" en los sistemas de disparo por lo general prueba un circuito enviando una corriente muy inferior a la corriente de no disparo (a menudo 0.2 A) para detectar problemas comunes (corto circuito y circuitos abiertos).